# راجپورا
راجپورا (به انگلیسی: Rajpura) یک منطقهٔ مسکونی در هند است که در بخش پتیاله واقع شده‌است. راجپورا ۹۲٬۳۰۱ نفر جمعیت دارد و ۲۵۹ متر بالاتر از سطح دریا واقع شده‌است.